# Gran Premio degli Stati Uniti d'America 2006
Il Gran Premio degli Stati Uniti d'America 2006 è stata la decima prova della stagione 2006 del campionato mondiale di Formula 1. La gara si è tenuta domenica 2 luglio sull'Indianapolis Motor Speedway ed è stata vinta dal tedesco Michael Schumacher su Ferrari, all'ottantasettesimo successo in carriera; Schumacher ha preceduto all'arrivo il suo compagno di squadra, il brasiliano Felipe Massa, e l'italiano Giancarlo Fisichella su Renault.
Per Michael Schumacher è il ventunesimo hat trick (pole position, giro veloce e vittoria del Gran Premio) in carriera in Formula 1.
Questo Gran Premio segna l'ultima gara in Formula 1 per il pilota colombiano Juan Pablo Montoya.

## Prove

### Risultati

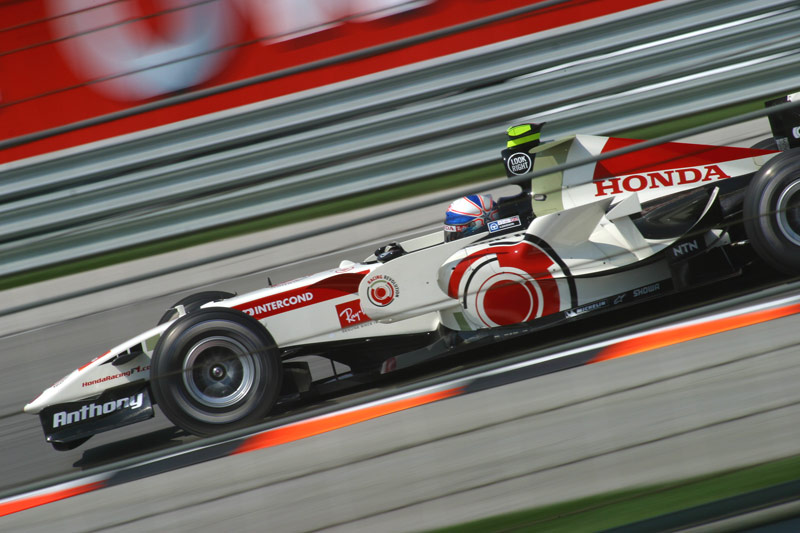
Anthony Davidson durante le prove del Gran Premio

Nella prima sessione del venerdì si è avuta questa situazione:
| Pos | Nº | Pilota             | Costruttore | Tempo    | Gap    | Giri |
| --- | -- | ------------------ | ----------- | -------- | ------ | ---- |
| 1   | 36 | Anthony Davidson   | Honda       | 1'12"083 |        | 27   |
| 2   | 5  | Michael Schumacher | Ferrari     | 1'12"458 | +0"375 | 3    |
| 3   | 38 | Robert Kubica      | BMW Sauber  | 1'13"008 | +0"925 | 31   |

Nella seconda sessione del venerdì si è avuta questa situazione:
| Pos | Nº | Pilota               | Costruttore | Tempo    | Gap    | Giri |
| --- | -- | -------------------- | ----------- | -------- | ------ | ---- |
| 1   | 36 | Anthony Davidson     | Honda       | 1'12"013 |        | 38   |
| 2   | 38 | Robert Kubica        | BMW Sauber  | 1'12"809 | +0"796 | 39   |
| 3   | 2  | Giancarlo Fisichella | Renault     | 1'12"933 | +0"920 | 14   |

Nella sessione del sabato mattina si è avuta questa situazione:
| Pos | Nº | Pilota               | Costruttore | Tempo    | Gap    | Giri |
| --- | -- | -------------------- | ----------- | -------- | ------ | ---- |
| 1   | 5  | Michael Schumacher   | Ferrari     | 1'10"760 |        | 15   |
| 2   | 6  | Felipe Massa         | Ferrari     | 1'11"039 | +0"279 | 8    |
| 3   | 2  | Giancarlo Fisichella | Renault     | 1'11"940 | +1"180 | 15   |

## Qualifiche

### Resoconto
Nella prima sessione la Ferrari rifila sette decimi agli inseguitori e dimostra la sua superiorità. Ottima prestazione per il motore Toyota che centra la seconda qualificazione alla Q2 con le Midland. Passa alla Q2 anche Scott Speed, mentre vengono eliminati David Coulthard, Jarno Trulli e Nico Rosberg. Buona anche la prestazione di Satō che si qualifica al 18º posto con la modesta Super Aguri.
Le Ferrari continuano a dominare, con Michael Schumacher davanti a Felipe Massa, mentre gli inseguitori sono staccati di oltre mezzo secondo. Finisce qui la grande impresa di Scott Speed e delle due Midland, eliminate. Vengono eliminati anche Juan Pablo Montoya, Mark Webber e Christian Klien.
Michael Schumacher rifila oltre sei decimi al compagno di squadra Felipe Massa, e un secondo a tutti gli altri. Il rivale Fernando Alonso è distaccato di un secondo e sei decimi, e parte in quinta fila. La Renault capisce che a Indianapolis non c'è niente da fare, e prova con una strategia più conservatrice, inserendo più benzina nelle auto. Ottimo Villeneuve, sesto.

### Risultati
Nella sessione di qualifica si è avuta questa situazione:
| Pos | Nº | Pilota               | Costruttore       | Q1       | Q2       | Q3       | Griglia |
| --- | -- | -------------------- | ----------------- | -------- | -------- | -------- | ------- |
| 1   | 5  | Michael Schumacher   | Ferrari           | 1'11"588 | 1'10"636 | 1'10"832 | 1       |
| 2   | 6  | Felipe Massa         | Ferrari           | 1'11"088 | 1'11"146 | 1'11"435 | 2       |
| 3   | 2  | Giancarlo Fisichella | Renault           | 1'12"287 | 1'11"200 | 1'11"920 | 3       |
| 4   | 11 | Rubens Barrichello   | Honda             | 1'12"156 | 1'11"263 | 1'12"109 | 4       |
| 5   | 1  | Fernando Alonso      | Renault           | 1'12"416 | 1'11"877 | 1'12"449 | 5       |
| 6   | 17 | Jacques Villeneuve   | BMW Sauber        | 1'12"114 | 1'11"724 | 1'12"479 | 6       |
| 7   | 12 | Jenson Button        | Honda             | 1'12"238 | 1'11"865 | 1'12"523 | 7       |
| 8   | 7  | Ralf Schumacher      | Toyota            | 1'11"879 | 1'11"673 | 1'12"795 | 8       |
| 9   | 3  | Kimi Räikkönen       | McLaren-Mercedes  | 1'12"777 | 1'12"135 | 1'13"174 | 9       |
| 10  | 16 | Nick Heidfeld        | BMW Sauber        | 1'11"891 | 1'11"718 | 1'15"280 | 10      |
| 11  | 4  | Juan Pablo Montoya   | McLaren-Mercedes  | 1'12"477 | 1'12"150 | N.D.     | 11      |
| 12  | 9  | Mark Webber          | Williams-Cosworth | 1'12"935 | 1'12"292 | N.D.     | 12      |
| 13  | 21 | Scott Speed          | STR-Cosworth      | 1'13"167 | 1'12"792 | N.D.     | 13      |
| 14  | 19 | Christijan Albers    | MF1-Toyota        | 1'12"711 | 1'12"854 | N.D.     | 14      |
| 15  | 18 | Tiago Monteiro       | MF1-Toyota        | 1'12"627 | 1'12"864 | N.D.     | 15      |
| 16  | 15 | Christian Klien      | RBR-Ferrari       | 1'12"773 | 1'12"925 | N.D.     | 16      |
| 17  | 14 | David Coulthard      | RBR-Ferrari       | 1'13"180 | N.D.     | N.D.     | 17      |
| 18  | 22 | Takuma Satō          | Super Aguri-Honda | 1'13"496 | N.D.     | N.D.     | 18      |
| 19  | 10 | Nico Rosberg         | Williams-Cosworth | 1'13"506 | N.D.     | N.D.     | 21      |
| 20  | 8  | Jarno Trulli         | Toyota            | 1'13"787 | N.D.     | N.D.     | PL      |
| 21  | 20 | Vitantonio Liuzzi    | STR-Cosworth      | 1'14"041 | N.D.     | N.D.     | 20      |
| 22  | 23 | Franck Montagny      | Super Aguri-Honda | 1'16"036 | N.D.     | N.D.     | 19      |

In grassetto sono indicate le migliori prestazioni in Q1, Q2 e Q3.

## Gara

### Resoconto
Alla partenza succede di tutto. Felipe Massa scatta in testa, con dietro Michael Schumacher, ma nelle retrovie, un incidente coinvolge sette auto, eliminando dalla gara le due McLaren, il pilota di casa Scott Speed, Franck Montagny, Christian Klien, Mark Webber e Nick Heidfeld, protagonista di un cappottamento, e danneggiando seriamente Jenson Button al parante dello sterzo, costringendolo al ritiro tre giri dopo. Alla ripartenza dopo la safety car, dietro ai due ferraristi, sono Alonso, Fisichella, Barrichello, Ralf Schumacher e Villeneuve. Al sesto giro, Takuma Satō e Tiago Monteiro si toccano e si ritirano. Dopo una decina di passaggi, alla Renault decidono di invertire le posizioni, lasciando via libera a Fisichella che ha più passo di Alonso. Al ventesimo giro Felipe Massa, leader della gara, effettua il pit stop. Un giro dopo rispetto a quello di Michael Schumacher, che riesce a tenere dietro il compagno di squadra. In testa balza Fernando Alonso, anche se per un solo giro, prima del pit stop. Jarno Trulli, partito dalla pit lane, effettua una sola sosta riuscendo a salire al quarto posto. Il secondo giro di stop non cambia nulla in testa, mentre Alonso perde un’ulteriore posizione uscendo dietro a Ralf Schumacher, che sarà costretto al ritiro ad una decina di giri dal termine. Michael Schumacher vince quindi davanti a Massa, Fisichella, Trulli, Alonso, Barrichello, Coulthard e Liuzzi, che raccolse il primo punto nella storia della Scuderia Toro Rosso.

### Risultati
I risultati del Gran Premio sono i seguenti:
| Pos | Nº | Pilota               | Costruttore       | Giri | Tempo/Ritiro                             | Griglia | Punti |
| --- | -- | -------------------- | ----------------- | ---- | ---------------------------------------- | ------- | ----- |
| 1   | 5  | Michael Schumacher   | Ferrari           | 73   | 1h34'35"199                              | 1       | 10    |
| 2   | 6  | Felipe Massa         | Ferrari           | 73   | +7"984                                   | 2       | 8     |
| 3   | 2  | Giancarlo Fisichella | Renault           | 73   | +16"595                                  | 3       | 6     |
| 4   | 8  | Jarno Trulli         | Toyota            | 73   | +23"604                                  | PL      | 5     |
| 5   | 1  | Fernando Alonso      | Renault           | 73   | +28"410                                  | 5       | 4     |
| 6   | 11 | Rubens Barrichello   | Honda             | 73   | +36"516                                  | 6       | 3     |
| 7   | 14 | David Coulthard      | RBR-Ferrari       | 72   | +1 giro                                  | 17      | 2     |
| 8   | 20 | Vitantonio Liuzzi    | STR-Cosworth      | 72   | +1 giro                                  | 20      | 1     |
| 9   | 10 | Nico Rosberg         | Williams-Cosworth | 72   | +1 giro                                  | 21      |       |
| Rit | 7  | Ralf Schumacher      | Toyota            | 62   | Ruota                                    | 8       |       |
| Rit | 19 | Christijan Albers    | MF1-Toyota        | 37   | Trasmissione                             | 14      |       |
| Rit | 17 | Jacques Villeneuve   | BMW Sauber        | 23   | Motore                                   | 6       |       |
| Rit | 18 | Tiago Monteiro       | MF1-Toyota        | 9    | Danni da collisione con T. Satŏ          | 15      |       |
| Rit | 22 | Takuma Satō          | Super Aguri-Honda | 6    | Collisione con T. Monteiro               | 18      |       |
| Rit | 12 | Jenson Button        | Honda             | 3    | Danni dovuti all'incidente alla partenza | 7       |       |
| Rit | 3  | Kimi Räikkönen       | McLaren-Mercedes  | 0    | Incidente alla partenza                  | 9       |       |
| Rit | 16 | Nick Heidfeld        | BMW Sauber        | 0    | Incidente alla partenza                  | 10      |       |
| Rit | 4  | Juan Pablo Montoya   | McLaren-Mercedes  | 0    | Incidente alla partenza                  | 11      |       |
| Rit | 9  | Mark Webber          | Williams-Cosworth | 0    | Incidente alla partenza                  | 12      |       |
| Rit | 21 | Scott Speed          | STR-Cosworth      | 0    | Incidente alla partenza                  | 13      |       |
| Rit | 15 | Christian Klien      | RBR-Ferrari       | 0    | Incidente alla partenza                  | 16      |       |
| Rit | 23 | Franck Montagny      | Super Aguri-Honda | 0    | Incidente alla partenza                  | 19      |       |

## Classifiche mondiali

### Piloti
| Pos | Pilota               | Punti |
| --- | -------------------- | ----- |
| 1   | Fernando Alonso      | 88    |
| 2   | Michael Schumacher   | 69    |
| 3   | Giancarlo Fisichella | 43    |
| 4   | Kimi Räikkönen       | 39    |
| 5   | Felipe Massa         | 36    |
| 6   | Juan Pablo Montoya   | 26    |
| 7   | Jenson Button        | 16    |
| 8   | Rubens Barrichello   | 16    |
| 9   | Nick Heidfeld        | 12    |
| 10  | David Coulthard      | 10    |
| 11  | Ralf Schumacher      | 8     |
| 12  | Jarno Trulli         | 8     |
| 13  | Jacques Villeneuve   | 7     |
| 14  | Mark Webber          | 6     |
| 15  | Nico Rosberg         | 4     |
| 16  | Christian Klien      | 1     |
| 17  | Vitantonio Liuzzi    | 1     |

### Costruttori
| Pos | Costruttore       | Punti |
| --- | ----------------- | ----- |
| 1   | Renault           | 131   |
| 2   | Ferrari           | 105   |
| 3   | McLaren-Mercedes  | 65    |
| 4   | Honda             | 32    |
| 5   | BMW Sauber        | 19    |
| 6   | Toyota            | 16    |
| 7   | RBR-Ferrari       | 11    |
| 8   | Williams-Cosworth | 10    |
| 9   | STR-Cosworth      | 1     |